# Roberto de Souza Rezende
Roberto de Sousa Rezende, meglio noto come Roberto (Goiânia, 18 gennaio 1985), è un ex calciatore brasiliano, di ruolo centrocampista.

## Carriera

### Club
Ha giocato nella massima serie dei campionati brasiliano, spagnolo, portoghese e iraniano.

### Nazionale
Ha giocato nella nazionale brasiliana Under-20.